# Lleis d'afinitat
En una màquina de flux les lleis d'afinitat són un conjunt d'equacions que descriuen la relació entre els paràmetres de disseny i els paràmetres de la funció de manera que fa que sigui possible calcular el rendiment d'una escala geometria d'un hidràulic de la màquina de flux, per exemple, el cas d'una bomba centrífuga.

## Enunciat
Un canvi de la mida del diàmetre de l'impulsor o de la velocitat de revolució afecta el flux volumètric o la velocitat al primer ordre, el cap de pressió al segon ordre, i la potència de la bomba al tercer ordre.
 Llei 1. Diàmetre de l'impulsor (D) constant: 
Llei 1a. El flux és proporcional a la velocitat de la revolució:
{\displaystyle {Q_{1} \over \ Q_{2}}={\left({N_{1} \over N_{2}}\right)}}
Llei 1b. El cap de pressió és proporcional al quadrat de la velocitat de gir:
{\displaystyle {H_{1} \over h_{2}}={\left({n_{1} \over n_{2}}\right)^{2}}}
Llei 1c. La potència de la bomba és proporcional al terç de la velocitat de gir:
{\displaystyle {P_{1} \over P_{2}}={\left({n_{1} \over n_{2}}\right)^{3}}}
 Llei 2 2. Velocitat de gir (N) constant: 
Llei 2a. El flux és proporcional al diàmetre de l'impulsor:
{\displaystyle {Q_{1} \over \ Q_{2}}={\left({D_{1} \over D_{2}}\right)}}
Llei 2b. El cap de pressió és proporcional al quadrat del diàmetre de l'impulsor:
{\displaystyle {H_{1} \over h_{2}}={\left({D_{1} \over D_{2}}\right)^{2}}}
Llei 2c. La potència de la bomba és proporcional al terç del diàmetre de l'impulsor:
{\displaystyle {P_{1} \over P_{2}}={\left({D_{1} \over D_{2}}\right)^{3}}}
on
- {\displaystyle Q} és el flux volumètric (per exemple CFM, GPM or L/s),
- {\displaystyle D} és el diàmetre de l'impulsor (ig in or mm),
- {\displaystyle N} és la velocitat de gir (eg rpm),
- {\displaystyle H} és el cap de la pressió de la bomba o ventall (pe ft o m), i
- {\displaystyle P} és la potència de la bomba (per exemple W).

Aquesta llei pressuposa que l'eficiència de la bomba amb respecte a la del ventall roman constant. En altres termes, {\displaystyle \eta _{1}=\eta _{2}}. Si es tracta de bombes, aquestes lleis regeixen en els casos en què el diàmetre de l'impulsor sigui constant i la velocitat sigui variable (Llei 1), però s'ajusten menys a la realitat quan es tracta dels casos en què la velocitat sigui constant i la velocitat de l'impulsor sigui variable (Llei 2).